# Кеслин, Ариэлла
Ариэлла Кеслин (нем. Ariella Käslin, родилась 11 октября 1987 года в Люцерне) — швейцарская гимнастка и гребец, чемпионка Европы 2009 года в опорном прыжке, серебряный призёр чемпионата мира 2009 года в опорном прыжке. Трижды удостаивалась звания спортсменки года в Швейцарии: 2008, 2009, 2010.

## Биография
Уроженка коммуны Мегген. Выступала за команду «Люцерн», тренировалась в спортивной школе Маглингена под руководством Золтана Йорданова. В сборной Швейцарии с 2001 года, участвовала в национальной швейцарской программе развития спорта, училась в гимназии Альпенштрассе. Многократная чемпионка Швейцарии в личном и командном первенстве, а также на отдельных снарядах. С 2002 года Ариэлла приняла участие в четырёх чемпионатах Европы и трёх чемпионатах мира. В 2007 году победила на швейцарском турнире Eidgenössisches Turnfest. В 2008 году участвовала в пекинской Олимпиаде, в личном первенстве заняла 18-е место, в финале опорного прыжка — 5-е место. Также на Кубке мира 2008 года в финале в Мадриде она стала серебряным призёром в опорном прыжке.
На чемпионате Европы 2009 года в Милане Кеслин завоевала бронзовую медаль в многоборье, став первой швейцарской гимнасткой — обладательницей медали международных турниров. В тот же день она выступила в финале опорного прыжка и одержала победу, став первой чемпионкой Европы из Швейцарии. На чемпионате мира в Лондоне она завоевала серебряную медаль в опорном прыжке и стала первой швейцарской гимнасткой — обладательницей медали чемпионатов мира. Благодаря своим выступлениям Ариэлла три раза подряд завоевала титул «Спортсменки года в Швейцарии»: до неё три раза подряд спортсменом года становился только велогонщик Тони Ромингер.
На чемпионате Европы 2011 года в Берлине Ариэлла стала бронзовым призёром в опорном прыжке, а также выступила в финале на разновысоких брусьях, заняв 5-е место и 8-е место в личном многоборье. 11 июля 2011 года она объявила о завершении карьеры гимнастки, отказавшись от участия в борьбе за поездку на Олимпиаду в Лондон. Причиной тому послужили серьёзные проблемы, которые появились в её жизни с момента прихода в спорт.
С марта 2012 года Ариэлла Кеслин занимается академической греблей, выступая за команду «Люцерн». 7 июля 2013 года экипаж-двойка в составе Ариэллы Кеслин и Клаудии Зуттер пришёл шестым на чемпионате Швейцарии.